# Alpine (Teksas)
Alpine je grad u američkoj saveznoj državi Teksas. Prema popisu stanovništva iz 2010. u njemu je živjelo 5.905 stanovnika.